# 나쁜 남자 (드라마)
《나쁜 남자》는 2010년 5월 26일부터 2010년 8월 5일까지 방영된 SBS 드라마 스페셜이다. 대한민국 드라마 최초로 국내 방송이 시작되기 전 일본 NHK 공중파 방송 일정을 확정 짓기도 하였다. 치명적인 매력으로 자신의 욕망을 위해 거침없이 질주하는 한 남자의 사랑과 야망을 그린 드라마이다.

## 등장 인물

### 주요 인물
- 김남길 : 심건욱 역 (아역 : 강수한) - 29세, 액션스쿨 스턴트맨
- 한가인 : 문재인 역 - 29세, 미술관 아트컨설턴트
- 오연수 : 홍태라 역 (아역 : 문가영) - 35세, 해신그룹 장녀
- 김재욱 : 홍태성 역 (아역 : 박준목) - 29세, 해신그룹 후계자
- 정소민 : 홍모네 역 (아역 : 최소울) - 21세, 해신그룹 막내 딸

### 주변 인물
- 심은경 : 문원인 역 - 재인의 동생, 고등학생
- 김정태 : 장승 역 - 액션스쿨 무술감독
- 전국환 : 홍정수 역 - 해신그룹 회장
- 김혜옥 : 신명원 역 - 해신그룹 홍 회장의 아내
- 정의갑 : 홍태균 역 (아역 : 손경민) - 해신그룹 장남으로 해신그룹 본부장. 이후 건욱에게 주가조작을 폭로당해 아버지의 분노를 산다
- 백현숙 : 태성의 생모 역
- 김민서 : 최선영 역 (아역 : 이지은) - 태성의 연인
- 하주희 : 최혜주 역 - 톱스타, 엄 상무의 내연녀
- 정승우 : 엄 상무 역 - 모네의 약혼자, 최혜주의 스폰서
- 박아인 : 다림 역 - 최혜주의 코디네이터
- 김응수 : 곽 반장 역 - 선영의 자살 사건의 수사관
- 곽현준[1] : 이범우 역 (아역 : 채건) - 선영의 자살 사건의 담당 형사

### 그 외 인물
- 주진모 : 김 실장 역 - 홍정수의 비서
- 추귀정 : 은 부장 역 - 홍가네 집사
- 조덕현 : 박재훈 역 - 검사, 태라의 남편
- 송주연 : 주연 역 - 미술관 큐레이터, 재인의 직장동료
- 김경익 : 김봉수 역 - 건욱의 아버지
- 송지은 : 최연희 역 - 건욱의 어머니
- 미상 : 강현수 역 - 강 기사, 해신그룹 운전기사
- 오동민 : 현봉 역 - 액션스쿨 직원
- 황준영
- 엄태구 : 김형식 역 - 보육원 출신
- 제임스
- 주성
- 이영란 : 규환의 어머니 역
- 토요하라 코스케 : 류 선생 역 - 일본의 유리 공예가
- 미우라 코우 : 마사루 역
- 박영수 : 스턴트맨 역
- 미상 : 규환 역 - 재인의 전 남자친구
- 미상 : 규환과 결혼하는 여자 역
- 미상 : 영화 감독 역
- 정병호 : 호텔 관계자 역
- 김재흠 : 고등학교 교사 역
- 안수호 : 경비원 역
- 미상 : 소매치기범 역 - 선영이 누군가와 다투는걸 본 남자
- 추헌엽 : 의문의 남자 역 - 건욱을 돕는다
- 미상 : 강 기사 역
- 미상 : 태라네 집 가사도우미 역
- 서광재 : 카자마 역
- 이금주 : 보육원 원장 역
- 조현진 : 의류매장 직원 역
- 송승용 : 해신그룹 가드 역
- 유현철 : 재인이 던진 깡통에 맞은 커플남 역
- 조선옥 : 재인이 던진 깡통에 맞은 커플녀 역
- 원종례 : 복지관에 온 여자 역
- 육미라 : 복지관에 온 여자 역
- 이원종 : 건욱의 부모 묘소를 알려주는 남자 역
- 미상 : 공사장 인부 역
- 미상 : 공사장 인부 역
- 이설구 : 공사장 인부 역
- 미상 : 형사 역
- 미상 : 강윤철 역 - 前 증권사 에널리스트 → 現 투자회사 대표, 홍태균의 비자금을 관리하는 남자
- 조용상 : 의사 역
- 강민정 : 옷가게 사장 역
- 김영 : 별장 관리인 역
- 단강호 : 시사회장 관리인 역
- 장정희 : 재인의 어머니 역
- 미상 : 택시기사 역
- 이준혁 : 옷가게 사장 역
- 미상 : 옷을 원인의 가방에 넣는 여자 역
- 신영진 : Bar 사장 역 - 박재훈의 첫사랑이자 내연녀
- 한창현
- 미상 : 의사 역
- 미상 : 홍정수의 간병인 역
- 박성균 : 의사 역
- 한동환 : 홍태라의 비서 역
- 이종구 : 윤 이사 역
- 반혜라 : 요양병원 관계자 역
- 손선근 : 임시이사회 진행자 역
- 맹봉학 : 신명원 측 변호사 역
- 미상 : 검사 역
- 정두겸 : 재판장 역

### 아역
- 전민서 : 박소담 역 - 태라의 딸

## 시청률
최저 시청률과 최고 시청률은 시청률 조사회사와 지역별로 시청률에 차이가 있을 수 있습니다.
| 2010년 | 2010년   | 2010년         | 2010년       | 2010년         | 2010년       |
| 회차   | 방송일   | TNmS 시청률    | TNmS 시청률  | AGB 시청률     | AGB 시청률   |
| 회차   | 방송일   | 대한민국(전국) | 서울(수도권) | 대한민국(전국) | 서울(수도권) |
| ------ | -------- | -------------- | ------------ | -------------- | ------------ |
| 제1회  | 5월 26일 | 12.0%          | 12.4%        | 11.7%          | 13.1%        |
| 제2회  | 5월 27일 | 12.8%          | 12.9%        | 10.7%          | 11.8%        |
| 제3회  | 6월 3일  | 12.2%          | 12.5%        | 12.1%          | 12.8%        |
| 제4회  | 6월 9일  | 14.2%          | 14.3%        | 12.9%          | 14.1%        |
| 제5회  | 6월 10일 | 15.1%          | 15.5%        | 14.2%          | 16.0%        |
| 제6회  | 6월 30일 | 7.2%           | 8.1%         | 5.6%           | 6.5%         |
| 제7회  | 7월 1일  | 8.3%           | 8.6%         | 6.9%           | 8.4%         |
| 제8회  | 7월 7일  | 7.9%           | 8.1%         | 7.0%           | 7.2%         |
| 제9회  | 7월 8일  | 8.7%           | 9.0%         | 7.5%           | 8.7%         |
| 제10회 | 7월 14일 | 8.9%           | 9.9%         | 7.1%           | 8.3%         |
| 제11회 | 7월 15일 | 8.1%           | 8.2%         | 6.4%           | 7.4%         |
| 제12회 | 7월 21일 | 8.0%           | 8.3%         | 6.1%           | 7.1%         |
| 제13회 | 7월 22일 | 8.9%           | 9.4%         | 7.0%           | 8.1%         |
| 제14회 | 7월 28일 | 7.8%           | 8.1%         | 6.4%           | 7.3%         |
| 제15회 | 7월 28일 | 12.4%          | 12.7%        | 10.4%          | 11.3%        |
| 제16회 | 8월 4일  | 8.8%           | 8.8%         | 7.5%           | 8.5%         |
| 제17회 | 8월 5일  | 9.3%           | 9.4%         | 8.4%           | 9.6%         |

## 편성 변경 및 결방 사유
- 2010년 7월 28일 : 밤 10시부터 2회 연속방송 (14회, 15회)
- 2010년 7월 29일 : 2010년 FIFA U-20 여자 월드컵 중계방송으로 인해 결방.

## 동시간대 드라마
- 신데렐라 언니 (KBS2, 2010년 3월 31일 ~ 2010년 6월 3일)
- 제빵왕 김탁구 (KBS2, 2010년 6월 9일 ~ 2010년 9월 16일)
- 나는 별 일 없이 산다 (MBC, 2010년 5월 26일 ~ 2010년 6월 9일)
- 런닝, 구 (MBC, 2010년 6월 10일 ~ 2010년 6월 17일)
- 로드 넘버원 (MBC, 2010년 6월 23일 ~ 2010년 8월 26일)